# Gayathri Mudigonda
Gayathri Mudigonda, född 3 september 1983 i Guntur, är en svensk skådespelare. Hon spelade Ebba i filmen Bombay Dreams från 2004.